# Drogerie Linke
Die Drogerie Linke im Peterssteinweg 13 in Leipzig war eine von zwei erhalten gebliebenen originalen Fachdrogerien in Leipzig. Bis zu ihrer Schließung 2006 bestand sie 121 Jahre.
Das Geschäft bestand seit dem 30. Mai 1842, damals allerdings noch als „Altes Seilerhaus“ von Friedrich Wilhelm Wagner. Am 1. Oktober 1885 kaufte Gustav Robert Linke die Seilerei im unmittelbaren Zentrum Leipzigs und änderte den Namen in „G. Robert Linke, vormals W. Wagner, Seiler- und Bürstenwaren“.
Als im Jahr 1905 wegen des Durchbruchs der Härtelstraße das bekannte „Römische Haus“ abgebrochen wurde und dem Straßenbau auch das 1891 von Linke erworbene Gebäude des Handwerksbetriebs zum Opfer fiel, eröffnete er im neuen Haus nur noch ein Fachgeschäft für Seiler-, Bürstenwaren und „Toilette-Artikel“. So wandelte sich das Geschäft mit der Zeit zur Drogerie. Die bis zur Geschäftsschließung noch vorhandene Ladenausstattung geht auf den von Gustav Linke im Jahre 1905 vorgenommenen Neubau zurück. 
Der Sohn Walter Linke übernahm im Jahre 1940 das Geschäft und fügte weitere Details zur traditionellen Drogerieausstattung hinzu. Als im Jahre 1965 der ausgebildete Drogist Peter Linke das Geschäft „Robert Linke, Inhaber Peter Linke, Fachdrogerie, Seiler-, Bürstenwaren, Toilette-Artikel“ von seinen Eltern übernahm, setzte er die konsequente Entwicklung zur Fachdrogerie fort. Es wurden hier somit Chemikalien, bestimmte Schädlingsbekämpfungsmittel und Zutaten für die Hausweinbereitung verkauft.
Die Drogerie war in Leipzig nach der Wende auch wegen ihres Angebots von Ostprodukten bekannt. Seinen Ruhestand hatte Peter Linke 2004 nochmals um zwei Jahre verschoben, so dass er schließlich am 31. Dezember 2006 sein Geschäft schloss.